# Mateusz Praszelik
Mateusz Praszelik (Racibórz, 26 de septiembre de 2000) es un futbolista polaco que juega de centrocampista en el KS Cracovia de la Ekstraklasa.

## Carrera
Mateusz Praszelik se dio a conocer en las categorías inferiores del Odra Wodzisław Śląski, fichando por la cantera del Legia de Varsovia en 2013. En la temporada 2017/18 es convocado por Romeo Jozak para jugar con el primer equipo. Tras no renovar con el club varsoviano, Praszelik se marchó como agente libre el 30 de junio de 2020 al finalizar su contrato con el Legia. A principios de julio se haría oficial su fichaje por el Śląsk Wrocław de la primera división polaca hasta 2024. Este equipo le cedió en enero de 2022 al Hellas Verona. Un año después estos lo empezaron a prestar, siendo el Cosenza Calcio y el F. C. Südtirol sus destinos. Tras esta segunda cesión volvió a Polonia para jugar en el KS Cracovia.

## Palmarés

### Títulos nacionales
| Título      | Club              | País    | Año  |
| ----------- | ----------------- | ------- | ---- |
| Ekstraklasa | Legia de Varsovia | Polonia | 2020 |